# Bataille d'Égletons
 (mai 2012).
Si vous disposez d'ouvrages ou d'articles de référence ou si vous connaissez des sites web de qualité traitant du thème abordé ici, merci de compléter l'article en donnant les références utiles à sa vérifiabilité et en les liant à la section « Notes et références ».
Seconde Guerre mondiale
 Libération de la Corrèze
Batailles
2e campagne de France
- Corse
- Limousin
- Ain et Haut-Jura
- Les Glières
- Ascq
- Division Brehmer
- Mont Mouchet
- Opérations SAS en Bretagne
- Bataille de Normandie
- Guéret
- Brigade Jesser
- Cornil
- 1er Tulle
- 2e Tulle
- Argenton-sur-Creuse
- Oradour-sur-Glane
- 1er Ussel
- Saint-Marcel
- Saffré
- Mont Gargan
- Vercors
- Penguerec
- Lioran
- Égletons
- 2e Ussel
- Débarquement de Provence
- Port-Cros
- La Ciotat
- Toulon
- Martigues
- Marseille
- Nice
- Rennes
- Saint-Malo
- Brest
- Paris
- Mont-de-Marsan
- Montélimar
- Maillé
- Écueillé
- La Saulx
- Meximieux
- Nancy
- Colonne Elster
- Dunkerque
- Arracourt
- Saint-Nazaire
- Lorient
- Metz
- Royan et de la pointe de Grave
- Campagne de Lorraine
- Colmar

Front d'Europe de l'Ouest
Front d'Europe de l'Est
Campagnes d'Afrique, du Moyen-Orient et de Méditerranée
Bataille de l'Atlantique
Guerre du Pacifique
Guerre sino-japonaise
La bataille d'Égletons se déroule du 3 août au 20 août 1944. Arrivée le 3 août à Égletons (Corrèze), une colonne de la Wehrmacht est accrochée par les FFI. Les combats entre les forces terrestres allemandes et alliées, secondées par l'aviation, vont être rudes. De nombreux bâtiments sont incendiés. Les Allemands contrôlent finalement la ville le 19 août, mais la quittent le 20 août.

## Déroulement de la bataille

### 2-3 août 1944: marche d’une colonne allemande en direction d'Égletons
Une colonne de la Wehrmacht, bataillon du 194e régiment de sécurité, est composée d’une cinquantaine de véhicules différents (automitrailleuses, voitures blindées, canons…) et d’environ 300 hommes. Elle vient de Sète et se dirige vers Clermont-Ferrand avec la volonté de rejoindre le département de l’Allier en passant par la RN 89. Elle passe donc par les villes de Tulle, Égletons et Ussel.
Le 2 août 1944, cette colonne allemande se trouve à Tulle.
Le 3 août 1944, vers 11 heures, elle part en direction d'Égletons. Elle est surveillée de très près par les FFI. Les résistants ont en mémoire les événements tragiques qui se sont déroulés en juin 1944 à Tulle en réponse à la Bataille de Tulle planifiée par le commandant Jacques Chapou, et à Oradour-sur-Glane.
La Résistance, pour retarder ou empêcher l'avancée de ces forces allemandes, a saboté plusieurs routes en les parsemant d'obstacles. La colonne essuie plusieurs embuscades particulièrement près de Gimel, au lieu-dit la Bitarelle, puis aux alentours du bourg de Corrèze, mais elle poursuit sa route sans encombre.
Dans l'après-midi du 3 août 1944, la Wehrmacht arrive à Eyrein. Après une courte pause, et à la suite des accrochages de la matinée, la colonne quitte la RN 89 pour prendre le réseau secondaire en direction de Vitrac. Cependant, quelques embuscades ont lieu, deux maquisards sont d’ailleurs fait prisonniers.
Les Égletonnais sont au courant de l’approche de cette colonne allemande. Inquiets, ils se rassemblent dans les rues.
À Vitrac, les Allemands prennent la direction d'Égletons, une nouvelle embuscade les attend à Seugnac près de Rosiers-d'Égletons. De plus en plus anxieuse, une partie de la population d'Égletons décide de quitter la ville pour se réfugier à la campagne.
La Wehrmacht arrive aux portes d'Égletons à 23 h et atteint l'École nationale professionnelle (ENP). Le commandement allemand a choisi le grand établissement scolaire pour s'y s’installer. L'ENP est une construction récente. Elle est entourée de larges allées et d’espaces ouverts, ses bâtiments émergent nettement et dominent les environs. De plus, les gaines techniques, souterrains reliant les bâtiments entre eux, sont un atout majeur pour l’occupant. En outre, l’établissement est facilement reconnaissable par l’aviation. Toutes ces qualités en font un campement sûr et défendable.

### Du 4 au13 août 1944: calme relatif avant la bataille
Le 4 août 1944 est la première journée de présence de l'unité allemande à Égletons. Un des chefs de la colonne de la Wehrmacht rend visite à M. Guinot, premier adjoint au maire de la ville, l’entretien est correct. L’attitude des Allemands, face à la population, reste passive.
Les jours suivants, après leur installation à l'ENP, les Allemands effectuent plusieurs sorties autour d'Égletons et des communes voisines pour évaluer la situation. Ils se rendent compte que toutes les routes sont surveillées par les résistants, ils sont pris d’ailleurs dans plusieurs embuscades lors de ces missions de reconnaissance (cf. la carte ci-contre).
À Égletons, les Allemands prennent également possession du central téléphonique de la poste afin d'intercepter des messages et d’empêcher les FFI  de communiquer. Le 10 août 1944, ils ne le quittent qu’après l'avoir neutralisé. La garnison se sentant menacée par les FFI, elle se fortifie dans l'ENP, en aménageant notamment des tranchées.
Le manque de pain se fait sentir. Les Allemands se servent en nourriture dans la ville. La population qui n’a pas encore quitté la ville, semble pour partie indifférente. Certains comportements trahissent, tout de même, une nervosité grandissante.
Le 9 août 1944, au Puy-Foissac, les Allemands incendient les bois après avoir subi des tirs de membres embusqués des FFI. Dans la foulée, le commandant allemand demande que le premier magistrat de la commune, encore en place, publie un avertissement destiné à la population égletonnaise : « […] si une agression était commise envers les troupes allemandes, la maison ou le quartier d’où l’agression a lieu, serait incendié. Les hommes et même les femmes et les enfants se trouvant dans les rues seraient fusillés ». Le lendemain, après cette publication, la nervosité et l’inquiétude des Égletonnais augmentent. À nouveau, de nombreuses familles souhaitent quitter la ville.
Les Allemands sont sur leurs gardes et la vie à l'intérieur de l’ENP devient de plus en plus difficile pour le personnel de l'école qui est contraint de rester à leur service. Un régime d’internement se met en place : interdiction de sortir, déménagements, etc. Les soldats allemands surveillent toujours plus attentivement les abords de l’école.
Le 12 août 1944, les troupes alliées se trouvent seulement à 70 km de Paris. Les troupes de l'occupant manifestent alors une inquiétude grandissante; la garnison de l'ENP n’échappe pas à la règle.
Le 13 août 1944, les FFI font passer un message de demande de reddition aux Allemands. M. Guinot accepte, après une compréhensible hésitation, de jouer le rôle d’intermédiaire.
Les occupants refusent la proposition. Une rumeur court : les combattants de la libération attaqueraient bientôt l'ENP...

### 14 et15 août 1944: début de la bataille
Le 14 août 1944, la rumeur prend forme. Vers 6 h du matin, les FFI qui ont pris position dans les villas qui font face à l'ENP, mitraillent l’établissement. Environ 1 100 hommes prennent part au combat. La riposte allemande ne se fait pas attendre et les soldats de la Wehrmacht s’empressent de barrer toutes les issues de l’enceinte de l’école.
Dans la matinée, une première villa, celle du Docteur Chassagnard, est détruite par le feu.
Les Allemands conduisent le personnel de l'école dans la cave et leur interdisent d’en sortir.
Les résistants français veulent incendier l'ENP. Vers 16 h 30, touchée par une torpille PIAT, l'école prend feu. L'incendie dure deux heures environ. Les Allemands sont impuissants face à ce sinistre car les combattants de la libération ont coupé l'eau dans toute la ville.
Les Allemands acculés attendent des renforts, mais ces derniers ont annoncé leur retard. Un premier avion allemand apparaît le 15 août 1944 autour de 8 h 30. Il mitraille l'avenue de la gare et lâche plusieurs bombes sur les villas qui la bordent. Il s’éloigne ensuite en direction d'Ussel. Après son passage, les échanges de tirs au sol reprennent de plus belle.
Les FFI font appel aux délégués de la Commission militaire interalliée qui sont installés dans une villa à côté du groupe scolaire Albert-Thomas. Les officiers parachutistes français, largués durant la nuit du 10 au 11 août 1944, sont en liaison directe avec Londres. Ils sollicitent l'aide de l'aviation anglaise : un parachutage d'armes lourdes est demandé ainsi que l'appui de bombardiers. Ces parachutistes apporteront leur expérience du combat les jours suivants.
Plusieurs autres avions allemands de type Junkers Ju 88 survolent, bombardent et mitraillent la zone de combat durant toute la journée du 15 août 1944. Les villas « Lorraine » et celle du juge Chassagnard sont incendiées, mais à la fin de la journée, une forte pluie s’abat sur la ville. Avec la nuit, le calme s'installe dans la ville désertée par la presque totalité de la population égletonnaise.

### 16 août 1944: bombardement de la ville par la Luftwaffe
Le 16 août 1944, toute la matinée, les tirs continuent de chaque côté de l’avenue de la gare, les avions allemands tournent toujours autour de la zone de combat à très basse altitude en mitraillant à vue.
En début d’après midi, des avions bombardiers allemands, provenant de la base aérienne d'Aulnat dans le Puy-de-Dôme, commencent à lâcher des bombes sur la ville. Autour de 17 h, un camion venant par la route de Saint-Yrieix-le-Déjalat emmène environ vingt-cinq hommes parachutistes français qui sont conduits sur la zone de combat.
Vers 19 h, un camion transportant une vingtaine de FFI traversent la place du Marchadial en direction de la Grand'Rue. Des Focke-Wulfs s'approchent à plein gaz, plongent sur le centre-ville et lâche des bombes par deux fois. Deux hommes sont tués sur le coup. Une maison est entièrement détruite, des incendies se déclarent, d'autres parcelles du centre-ville sont partiellement détruites, l'hôtel de ville est touché, des dégâts sérieux sont causés à l'église. Un avion continue à tourner sur la ville et tente de repérer les positions autour du groupe scolaire Albert-Thomas.
Aux environs de 20 h, l’aviation allemande s’éloigne. De larges et sombres colonnes de fumée s’élèvent vers le ciel. L'eau ayant été coupée, les pompiers sont dans l'impossibilité d'intervenir et l'incendie dévore entièrement l'hôtel de ville ainsi que les bâtiments touchés. En soirée, de fortes pluies tombent sur la ville et contribuant à l'extinction des flammes.

### 17-21 août 1944: colonne Jesser et R.A.F.
Le 17 août 1944, les fusillades entre les deux camps continuent. Vers 9 h 30, un messager à bicyclette, venant de Soudeilles, informe les officiers de l'Armée secrète (AS) qu'une colonne allemande d'environ 130 véhicules arrive de Clermont-Ferrand avec pour mission de débloquer les unités allemandes enfermées à Ussel, Égletons, Tulle et Brive.
En même temps, un lieutenant Francs-tireurs et partisans (FTPF - FTP) demande, à l’aide d’un véhicule de pompier muni d’un haut-parleur, à la garnison allemande de se rendre. Durant toute la journée, les avions allemands lâchent des bombes et mitraillent la zone de combat.
En soirée, les parachutistes, les maquisards et une unité de gardes mobiles lourdement armée qui vient de rallier la Résistance décident ensemble que les nouveaux venus porteraient la première attaque à 4 h du matin. Un chef FTP ne respecte pas l'accord et mène, avec ses hommes, une attaque à 3 h du matin. Rapidement repoussé, leur déroute entraine le repli de nombreux autres maquisards. Les SAS et gardes mobiles restent et attaquent la garnison ennemie qui résistent bien.
Le 18 août 1944, en début de matinée, un messager des FFI arrivant de Soudeilles traverse en hâte la place du Marchadial et annonce que la tête de la colonne allemande a dépassé Maussac et se dirige apparemment vers Lamazière-Basse.
Cette colonne, constituée d'éléments de la brigade du général Kurt Von Jesser (non présent sur place), était destinée à la répression et à l'anéantissement des maquisards auvergnats et limousins et disposait d'une supériorité écrasante en hommes et en moyens.
La colonne Jesser rencontre plusieurs embuscades dès la sortie d’Ussel et durant son trajet jusqu'à Égletons, elle est plusieurs fois immobilisée par la 7e compagnie FFI qui a pour ordre de retarder au maximum sa progression. La troupe de répression fait son entrée dans la ville d'Égletons, le 18 août, vers 11 h dans une ville vide qu'elle fouille et pille jusqu'au 19 août puis prévoit de détruire totalement la ville par le feu ; toutefois l'évolution des événements va l'en empêcher.
Vers 16 h, le 18 août, l'escadrille de la R.A.F., qui compte deux aviateurs français libres, lâchent leurs bombes sur l'ENP puis mitraillent la zone de combat.
Le 20 août 1944, les événements, à l’échelle nationale, s’accélèrent et les Allemands, sur ordre express de l'hauptverbindungsstab (HVS) 588 basé à Clermont-Ferrand quittent définitivement Égletons, par la route de Soudeilles.
Le 21 août 1944, la population égletonnaise retrouve sa liberté, la vie reprend lentement, certains ont tout perdu, d’autres rejoignent ce qu’il reste de leurs demeures. Un grand projet de reconstruction se met en place.
Roger Lescure, aida à la libération d'Égletons, et est chargé du bataillon de sécurité qui se met en place à la libération de la région.

## Rôle des aviations: soutien des troupes au sol

### Luftwaffe
Le 194e régiment de Sécurité a bénéficié pendant tout la bataille d'Égletons de l’action constante, sinon efficace, de la Luftwaffe basée à Aulnat. Des bombardiers légers (Heinkel 111 en particulier) ont mitraillé et bombardé quasiment tous les jours les positions présumées des combattants de la libération. Les bombardements ont pour conséquence des dégâts matériels importants sur les habitations et les bâtiments publics de la ville d'Égletons. Notons que les parachutistes français ont abattu un de ces bombardiers le 18 août 1944.
Il était difficile pour les pilotes allemands et leur navigateur de procéder à des attaques efficaces sur des positions ne formant pas de front continu comme autour de l'ENP. Il était aussi très difficile de distinguer au sol une troupe amie d’un groupe ennemi. C’est la Luftwaffe qui, le 18 août 1944, bombarde par erreur sa propre colonne, en lui causant d’ailleurs les pertes les plus sérieuses de la bataille. Sur les vingt-sept soldats allemands tués lors de la bataille, vingt et un sont périssent lors de cette frappe aérienne. Quatre autres sont tués par la RAF et deux par les FFI lors de l'attaque de l'ENP.
Pour le maquisard, l’avion le plus dangereux est le « mouchard » qui, volant très bas et lentement, peut déceler l’embuscade, le repli ou le cantonnement, et renseigner efficacement les troupes qu’il précède.

### R.A.F.
L’attaque de l’ENP par la R.A.F. fut d’une précision remarquable. Elle fut menée par les meilleures bombardiers légers de la R.A.F. en cette année 1944 : les Mosquitos. Ce bombardement d'Égletons fut parfois considéré, par certains témoins au sol, comme inopérant. À la lumière des témoignages des parachutistes français présents et de la lecture des rapports militaires, il semblerait que cette opération fut un succès[réf. nécessaire].
Le 18 août 1944, vers 16 h, quinze bombardiers décollent de la base de Lasham (en) en Angleterre : le  squadron 613 du Two Group est commandé par le Wing Commander CWM Newman, son objectif : Égletons. À la suite d'un problème, l’un d’eux retourne rapidement à sa base. L’escadron se compose de douze bombardiers, d’un appareil d’unité de reconnaissance et d’un appareil bombardier d’observation piloté par le patron du deuxième groupe de bombardement anglais, le remarquable Air Vice-Marshal Basil Embry. L’armement est lourd : deux bombes de 500 livres pour chaque avion.
À 18 h, l’escadrille est sur  l’objectif, le bombardement est effectué en deux vagues. L’Operation Record Book (Journal de marche du 613) signal un succès total. Un mosquito est touché, l’équipage rejoint tout de même l’Angleterre plus tard. Les autres sont de retour à la base à 20 h.

## Attribution de la Croix de guerre à la ville d'Égletons
La Croix de guerre 1939-1945 est remise à la ville d'Égletons le 11 novembre 1948. Cette décoration militaire française permet de distinguer des personnes (civiles ou militaires), des unités, des villes ou des institutions ayant fait l’objet d’une citation pour fait de guerre au cours de la Seconde Guerre mondiale.
La ville d'Égletons a été décorée de la Croix de guerre avec étoile de vermeil avec une citation à l’ordre du corps d’armée. C’est la plus haute distinction avant celle de la palme (reçue, en Limousin, par les villes martyres de Tulle et Oradour-sur-Glane).

### Sources et bibliographie
: document utilisé comme source pour la rédaction de cet article.
- Louis Le Moigne et Marcel Barbanceys, Sédentaires, réfractaires et maquisards : l’Armée Secrète en Haute-Corrèze (1942-1944), éd. Association amicale des maquis de Haute-Corrèze, 1977 et 1979 (2e éd.), 509 p., p. 373-444.
- J. A. Schilling (alias Célestin), Égletons : Août 1944 : récit historique des combats, éd. à compte d'auteur, 1979, 142 p.
- (en) John K. Singlaub (major general) et Malcolm McConnell (collaboration), Hazardous Duty : an american soldier in the twentieth century, éd. Summit Books, juin 1991, 574 p. (ISBN 978-0-671-70516-9), p. 45-63
- Bernard Delaunay, Mémorial de la Résistance et de la Déportation en Corrèze, 1940-1945, éd. Association nationale des anciens combattants de la Résistance (ANACR), 1995, 208 p., p. 70-75.
- Yanek Calvignac, La belle aventure d'un titi du maquis dans la bataille d'Égletons, éd. à compte d'auteur, 2004, 48 p.
- Yves R. Morieult, « Objectif Égletons,  deux Français libres sur Mosquito », Aéro Journal, Paris, no 47,‎ février-mars 2006, p. 32-36 (ISSN 1962-2430)
- (en) Ken Wright, « Mosquitos Bite at Night », FlyPast, Stamford (Royaume-Uni),‎ janvier 2007 (ISSN 0262-6950, résumé)
- Nicolas Courteix (commissaire) et Audrey Chèze (collaboration), La Bataille d'Égletons : livret de l'exposition août 2010 - mai 2011, Patrimoine de la ville d'Égletons, 2010
- Étienne Madrange : Dans les bois corréziens en 1944